# Ellenbergia
Ellenbergia là một chi thực vật có hoa trong họ Cúc (Asteraceae).

## Loài
Chi Ellenbergia gồm các loài: